# 天城越え

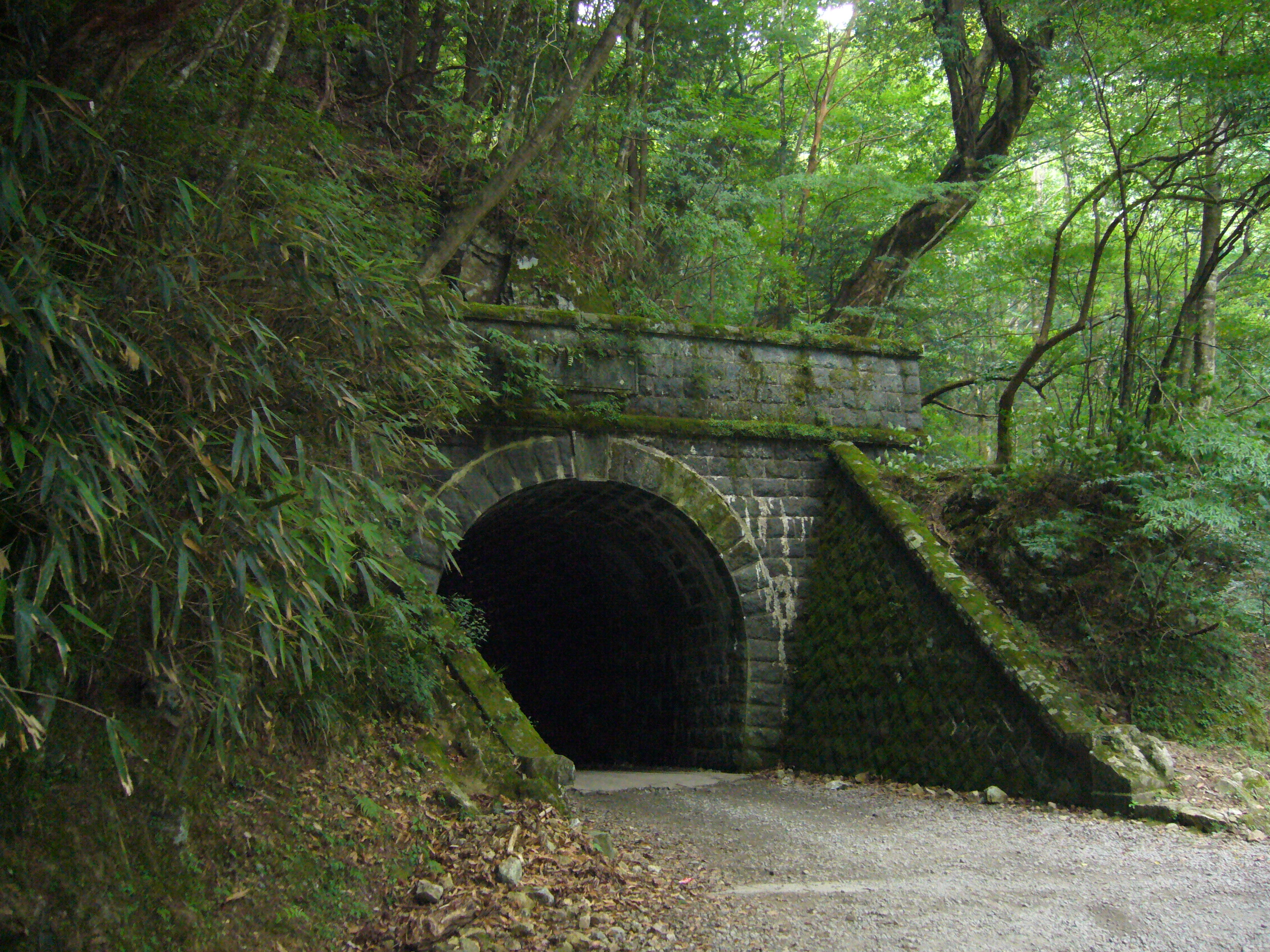
天城山隧道。『伊豆の踊子』では、一人旅をしていた青年が、旅の道中に見かけた旅芸人一座の娘に心を寄せ、このトンネルの脇にあった峠の茶屋で、はじめてその娘と会話を持った場所として描かれた。

天城越え（あまぎごえ）は、静岡県伊豆市と賀茂郡河津町の境にある天城峠を越える旅路のこと。
伊豆半島を南北に縦断する天城峠越えの道は、天城路（あまぎじ）や、天城街道（あまぎかいどう）ともよばれる。伊豆半島の南に位置する下田と、北に位置する三島を結ぶ街道は下田街道といい、天城越えの天城路は同街道の一部にあたる。伊豆半島の内陸と半島南部の間には天城山の峰々があり、これを越えるのは下田街道の最大の難所であった。1905年（明治38年）に天城山隧道（旧天城トンネル）が開通し、多くの人と物資がこの天城峠を越えて行き来するようになった。
天城越えは川端康成の『伊豆の踊子』や、松本清張の『天城越え』などのテーマにもなり、天城山隧道には観光客が訪れる。1970年（昭和45年）に新天城トンネルが開通したため、旧街道の天城山隧道を含む天城路の現在は、「踊子歩道」とよばれる全長約16キロメートル（km）の遊歩道として整備されており、浄蓮の滝や自然休養林の「昭和の森」といった自然を楽しみながら歩くことのできるハイキングコースとなっている。「踊子歩道」は国土交通大臣表彰の平成2年度手づくり郷土賞（街灯のある街角）受賞。

## かつての天城越え

### 古峠
最古の天城越えの記録は平安時代で、現在の天城峠から1.2 kmほど西の古峠（北緯34度49分36.2秒 東経138度55分21.6秒 / 北緯34.826722度 東経138.922667度）を越え、寒天橋（北緯34度49分30.5秒 東経138度56分21.1秒 / 北緯34.825139度 東経138.939194度）から再び新山峠（北緯34度49分26.7秒 東経138度57分26秒 / 北緯34.824083度 東経138.95722度）に登り、奥原または河津川沿いに迂回していたとされる。

### 二本杉峠
いつからか人々は二本杉峠を利用するようになり、古峠は廃道となった。二本杉峠（北緯34度49分52.6秒 東経138度54分31.1秒 / 北緯34.831278度 東経138.908639度）は1905年（明治38年）に天城山隧道が開通するまで、長い間多くの人々が利用した。幕末には志士が往来し、アメリカ総領事のタウンゼント・ハリスが外交交渉のために下田玉泉寺から江戸へ向かう際に天城路の峠を越えた。このほか、松平定信、谷文晁、曲亭馬琴、吉田松陰、林復斎などもこの峠を越えている。なお、この二本杉峠は旧天城峠とも呼ばれることがある。

## 作品
天城路（下田街道）は、穏やかな気候と自然に恵まれた深い山の懐と、そこに流れる清流に恵まれた温泉郷にあったことから、多くの文人が訪れており、数多くの小説や誌の舞台として天城越えが登場する。川端康成の名作で知られる小説『伊豆の踊子』では、「通がつづら折りになっていよいよ天城峠に近づいたと思う頃…」と描かれており、峠から物語は始まっている。川端のほかにも、島崎藤村や井上靖などの小説家たちも天城の自然を愛して天城路を歩いており、現在では、天城路に沿ってゆかりの文学碑や詩碑も数多く建てられている。
- 伊豆の踊子 - 川端康成の短編小説。1926年発表。ラジオ、テレビ、映画、舞台化された。
- 有難う - 川端康成の掌編小説。1926年発表。1936年に映画化（有りがたうさん）された。
- 冬の蠅 - 梶井基次郎の短編小説。1928年発表。
- 天城越え - 松本清張の短編小説。1959年発表。
- 天城越え - 石川さゆりの曲。1986年発売。
- 新日本風土記『伊豆 天城越え』 - NHK BSプレミアム、2012年11月9日放送。

関連
- 日本滞在記 - タウンゼント・ハリス

## 施設
- 道の駅天城越え - 天城峠の北（伊豆市側）の国道414号沿いにある道の駅。周囲の自然環境や天城越えにまつわる文学作品などを紹介する展示施設「昭和の森会館」を併設している。